# Herman Hollerith
Herman Hollerith (29. února 1860 Buffalo, New York – 17. listopadu 1929 Washington, D.C.) byl americký statistik a vynálezce. Pro sčítání lidu USA v roce 1890 vynalezl počítací stroj, který používal děrné štítky (též zvané Hollerithovy štítky) a umožňoval tak hromadné zpracování dat. Děrné štítky předznamenaly elektronické počítače. Jím později založená firma byla jednou ze čtyř, jež dala v roce 1911 vzniknout firmě Computing Tabulating Recording Corporation (CTR), která se později přejmenovala na dodnes působící IBM.

## Život
Pocházel z chudé rodiny německých imigrantů do USA. Otec mu zemřel v jeho sedmi letech. Rodinu pak živila matka domácí výrobou klobouků. Získal stipendium, takže mohl jít na kvalitní střední školu New York City College. Poté vystudoval na Columbia School of Mines, kde prokázal značné matematické nadání. V roce 1880 se stal statistikem amerického Úřadu pro sčítání lidu (US Census Bureau). Ten čelil obrovským potížím - vzhledem k nárůstu počtu obyvatel. Krachem se stalo zejména sčítání lidu v roce 1860. Zpracování výsledků trvalo úřadu sedm let. Hollerith tak hledal inovaci, jak získaná data zpracovat, na níž pracoval ještě i v době, kdy úřad opustil roku 1882 (ve prospěch učitelského postu na Massachusettském technologickém institutu). Oblíbená legenda praví, že k myšlence děrného štítku Holleritha inspiroval průvodčí ve vlaku, který kleštičkami štípal jízdenky. Inspirací však byl spíše nový typ tkalcovského stroje zvaný žakárový. Hollerith chytře zvolil štítky ve velikosti dolarových bankovek, neboť strojky na počítání bankovek již byly k dispozici. Děrovačka si zase pomohla technologií psacího stroje. Tabulátor otestoval na statistikách úmrtnosti v Baltimore, New Yorku a New Jersey. Vše fungovalo výborně, a tak si přístroj nechal patentovat. S vynálezem pak vyhrál konkurz statistického úřadu. Zpracování dat ze sčítání v roce 1890 pak trvalo pouhé tři měsíce. Úspora z veřejných peněz činila pět milionů dolarů. Popis vynálezu v publikaci The Electric Tabulating System mu vynesl doktorát na Kolumbijské univerzitě a Zlatou medaili na Světové výstavě. Roku 1896 založil vlastní firmu Tabulating Machine Company. Svůj stroj vylepšoval, zvyšoval automatizaci a činil použitelným v nových oblastech - průlomovým bylo zejména to, když začal být využitelným v účetnictví. Jeden z Hollerithových bývalých zaměstnanců James Powers pak přístroj zdokonalil a zlevnil, takže Holleritha porazil v konkurzu na zpracování dat ze sčítání v roce 1910. To byla pro Holleritha rána, zejména psychická a osobní. Rozhodl se proto v roce 1911 firmu prodat. Nový vlastník provedl následně sérii fúzí, čímž vznikl obří konglomerát, v roce 1924 přejmenováný na International Business Machines (IBM). Roku 1939, deset let po Hollerithově smrti, začal konstruktér IBM Howard Hathaway Aiken na bázi Hollerithova děrnoštítkového tabulátoru konstruovat elektromagnetický počítač zvaný Automatic Sequence Controlled Calculator (ASCC).